# Pallavolo ai XVII Giochi del Mediterraneo - Torneo femminile
Il torneo femminile di pallavolo ai XVII Giochi del Mediterraneo si è svolto dal 22 giugno al 30 giugno 2013 a Mersin, in Turchia, durante i XVII Giochi del Mediterraneo. Al torneo hanno partecipato 6 squadre nazionali di stati che si affacciano sul Mar Mediterraneo e la vittoria finale è andata per la settima volta, la seconda consecutiva, all'Italia.

## Impianti
|                                                                   |                                                                          |
|                                                                   |                                                                          |
| Toroslar Sports Hall Città: Mersin Capienza: - Anno d'apertura: - | Servet Tazegül Arena Città: Mersin Capienza: 7.500 Anno d'apertura: 2013 |

## Regolamento
Le squadre partecipanti sono state divise in due gironi, disputando un girone all'italiana: successivamente le prime due classificate di ogni girone hanno acceduto alle semifinali per il primo posto, mentre l'ultima classificata di ogni girone ha acceduto alla finale per il quinto posto.

## Gironi
| Girone A                | Girone B               |
| ----------------------- | ---------------------- |
| Grecia Slovenia Turchia | Croazia Francia Italia |

## Fase finale

### Finali 1º e 3º posto
|  | Semifinali | Semifinali | Semifinali |        |         | 1º/2º posto | 1º/2º posto | 1º/2º posto |  |
|  |            |            |            |        |         |             |             |             |  |
|  | Turchia    | Turchia    | 3          |        |         |             |             |             |  |
|  | Turchia    | Turchia    | 3          |        |         |             |             |             |  |
|  | Croazia    | Croazia    | 0          |        |         |             |             |             |  |
|  | Croazia    | Croazia    | 0          |        | Turchia | Turchia     | 1           |             |  |
|  |            |            |            |        | Turchia | Turchia     | 1           |             |  |
|  |            |            | Italia     | Italia | 3       |             |             |             |  |
|  | Slovenia   | Slovenia   | Italia     | Italia | 3       | 0           |             |             |  |
|  | Slovenia   | Slovenia   |            |        |         | 0           |             |             |  |
|  | Italia     | Italia     | 3          |        |         | 3º/4º posto | 3º/4º posto | 3º/4º posto |  |
|  | Italia     | Italia     | 3          |        |         |             |             |             |  |
|  |            |            |            |        |         |             |             |             |  |
|  |            |            |            |        |         | Slovenia    | Slovenia    | 2           |  |
|  |            |            |            |        |         | Slovenia    | Slovenia    | 2           |  |
|  |            |            |            |        |         | Croazia     | Croazia     | 3           |  |

## Classifica finale
| Pos | Squadra  | Rosa |
| --- | -------- | --- |
|     | Italia   | Formazione: 1 Bertone, 2 Barcellini, 3 Signorile, 6 De Gennaro, 7 Folie, 9 Di Iulio, 10 Partenio, 13 Arrighetti, 14 Caracuta, 15 Gennari, 16 Bosetti, 17 Diouf, CT: Mencarelli |
|     | Turchia  | Formazione: 1 Önal, 3 Güreşen, 5 Avcı, 6 Uslupehlivan, 7 Tokatlıoğlu, 8 Toksoy, 9 Kırdar, 10 Kırdar, 11 Aydemir, 12 Gümüş, 16 Cansu, 17 Demir, CT: Barbolini                   |
|     | Croazia  | Formazione: 1 Malević, 3 Pilepić, 4 Jurišić, 7 Ćutuk, 8 Miljak, 9 Mlinar, 10 Miloš, 12 Bašelović, 13 Fabris, 14 Klarić, 15 Brčić, 18 Čačić, CT: Lovrinov                       |
| 4.  | Slovenia | |
| 5.  | Grecia   | |
| 6.  | Francia  | |